# Otto von Kotzebue
Otto von Kotzebue, em russo Отто Евстафьевич Коцебу, Otto Evstaf'evič Kocebu (Reval, 30 de dezembro de 1787 — Reval, 15 de fevereiro de 1846) foi um navegador germano-báltico a serviço do Império Russo. Era filho do poeta August von Kotzebue e irmão do pintor Alexander von Kotzebue.

## Imagens

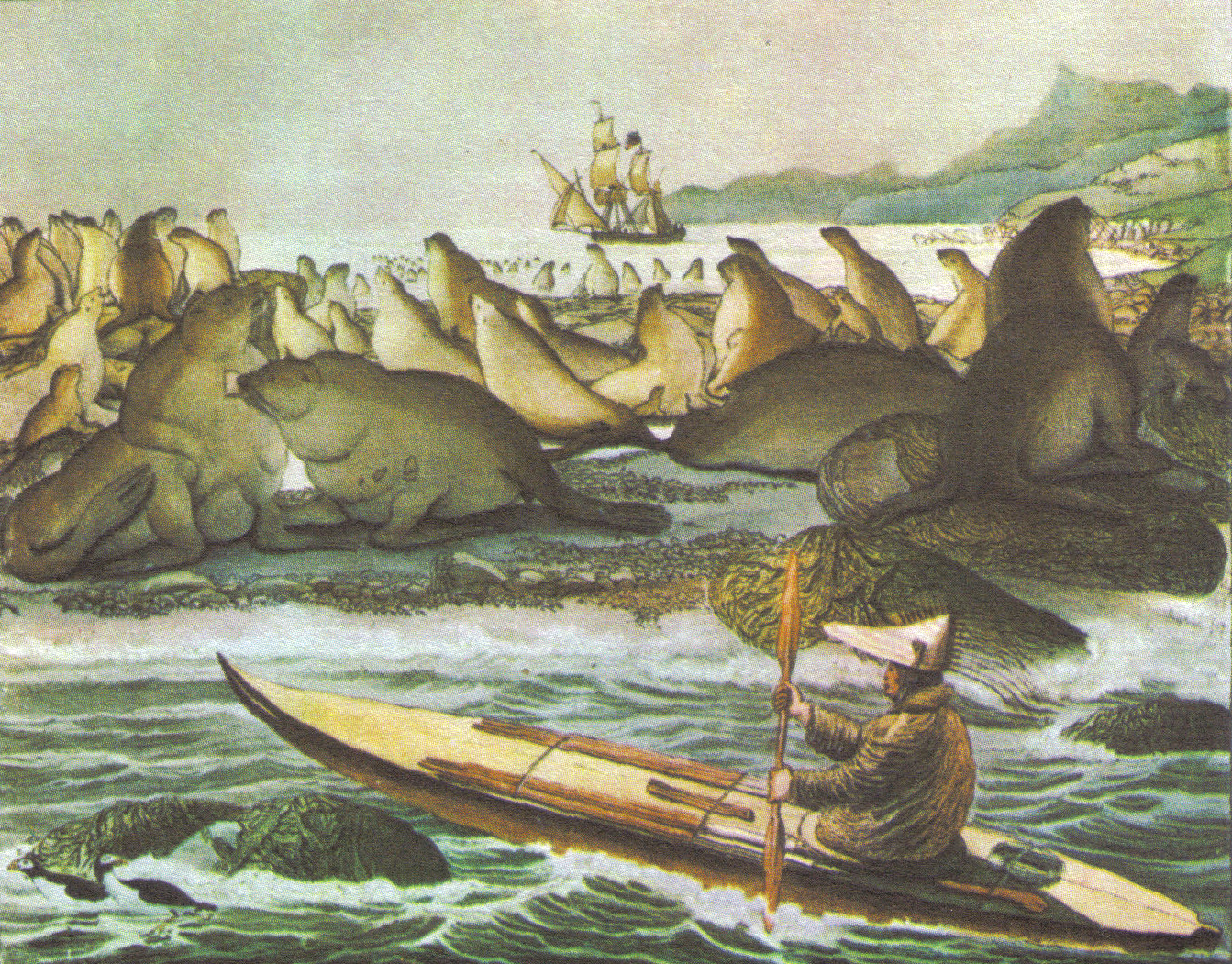
Perto da Ilha de São Paulo (Alasca), no Mar de Bering — Louis Choris, 1817
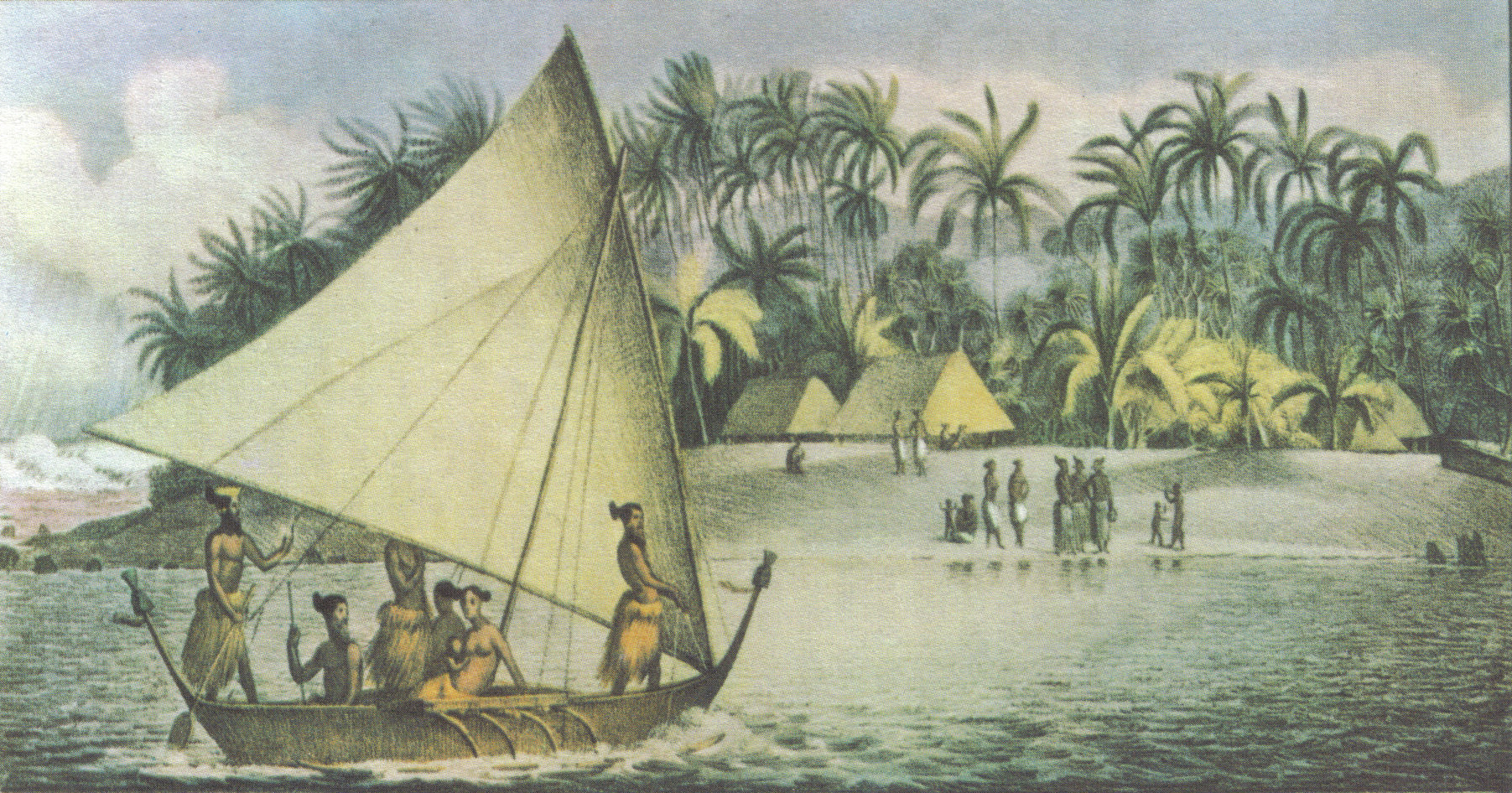
Em Tikehau, na Polinésia Francesa — Louis Choris, 1816
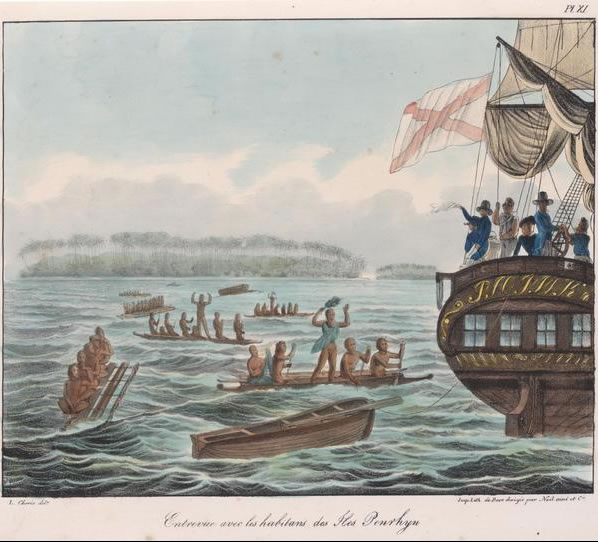
No atol Penrhyn, nas Ilhas Cook, em 30 de abril de 1816 — Louis Choris, 1827